# Грей, Эйса
Э́йса Грей (также Аса, Аза, или Эйза; англ. Asa Gray; 18 ноября 1810 — 30 января 1888) — один из наиболее известных американских ботаников XIX века, флорист.
Член Национальной академии наук США (1863), иностранный член Лондонского королевского общества (1873), иностранный член-корреспондент Петербургской академии наук (1862), член-корреспондент Парижской академии наук (1878).

## Биография
Эйса Грей родился 18 ноября 1810 года в городе Сокуа (англ. Sauquoit) в штате Нью-Йорк. Проведя свои юные годы в кожевенной мастерской своего отца, он проучился 2 года в школе города Клинтон (англ. Clinton), затем в Академии Фэрфилда (англ. Fairfield Academy). Следуя желанию своего отца, в 1826 году он поступил в Медицинскую школу Фэрфилда (англ. College of Physicians and Surgeons), откуда пошло его сотрудничество с доктором Дж. Хэдли, который преподавал там химию и медицину.
В 1831 году получил учёное звание доктора медицины. Читал курс лекций по минералогии, химии и ботанике в Высшей школе Бартлетта в городе Ютика. Именно там в 1833 году он опубликовал своё первое исследование «Обнаружение новых минералогических мест рядом с Нью-Йорком».
Учился ботанике у Джона Торри, с которым потом тесно сотрудничал. Доктор Торри, преподаватель химии в Медицинской школе в Нью-Йорке, заметил труды по ботанике молодого преподавателя и взял его в качестве ассистента по химии.
Финансовое положение Школы в Ютике не позволило Торри сохранить Грея в качестве ассистента, но он нашел ему место куратора и библиотекаря в Лицее естественной истории в Нью-Йорке. Именно там он начал готовить свой труд «Элементы ботаники». Эта работа, опубликованная в 1837 году, была выполнена по плану, принятому Декандолем, но со своими личными очень значимыми идеями. В то же время ему мастерски удалось описать, хоть и сжато, растительную структуру, физиологию и классификацию. Эта книга была успехом Грея как с научной точки зрения, так и с точки зрения стиля.
Назначенный ботаником в составе большой экспедиции по южным морям, он был готов отправиться в путь, но, устав ждать из-за отсрочек и возникших трудностей, он увольняется. К тому же доктор Торри предложил ему сотрудничать над трудом о флоре Северной Америки. Два тома, плод их совместных усилий, появились уже в 1838 году.
Летом этого же года он соглашается возглавить кафедру ботаники, которую ему предложил только что сформированный Университет Мичигана, но с отсрочкой на отпуск, который ему был предоставлен, чтобы посетить Европу.
С 1842 года — профессор естественной истории Гарвардского университета в Кембридже (штат Массачусетс) (вплоть до 1873 года); делая щедрые подарки университету в виде книг, числом несколько тысяч, и ботанических коллекций, создал отделение ботаники в своём университете.
В 1838—1839 и 1850—1851 годах путешествовал по Европе.
«Дом Грея», который служил жильём ученому в Кембридже, построенный в 1810 году по проекту архитектора Айтиела Тауна для первого руководителя Гарвардского ботанического сада, имеет статус Национальной исторической достопримечательности.
Разрабатывал статистические методы сравнения флор. Предположил возможность общего происхождения разных видов растений в высоких северных широтах и последующего их расселения по отдельным частям северной умеренной зоны.
Корреспондент Дарвина. Джон Хедли Брук отмечал, что Э. Грей "сделал больше для продвижения дарвиновской концепции естественного отбора в Северной Америке, чем кто-либо другой".

## Названы в честь Грея
- Гербарий (англ. Gray Herbarium) в Гарвардском университете.
- Высшая награда Американского общества таксономистов — премия Эйсы Грея (англ. Asa Gray Award); учреждена в 1984 году для поощрения ботаников за многолетние достижения.
- Нейротоксин Grayanotoxin (в русскоязычной литературе обычно используется название андромедотоксин).
- Альманах «Asa Gray Bulletin» (выходил в 1893—1901 и 1952—1961 годах).
- Грейз-пик (англ. Grays Peak) — гора в штате Колорадо.

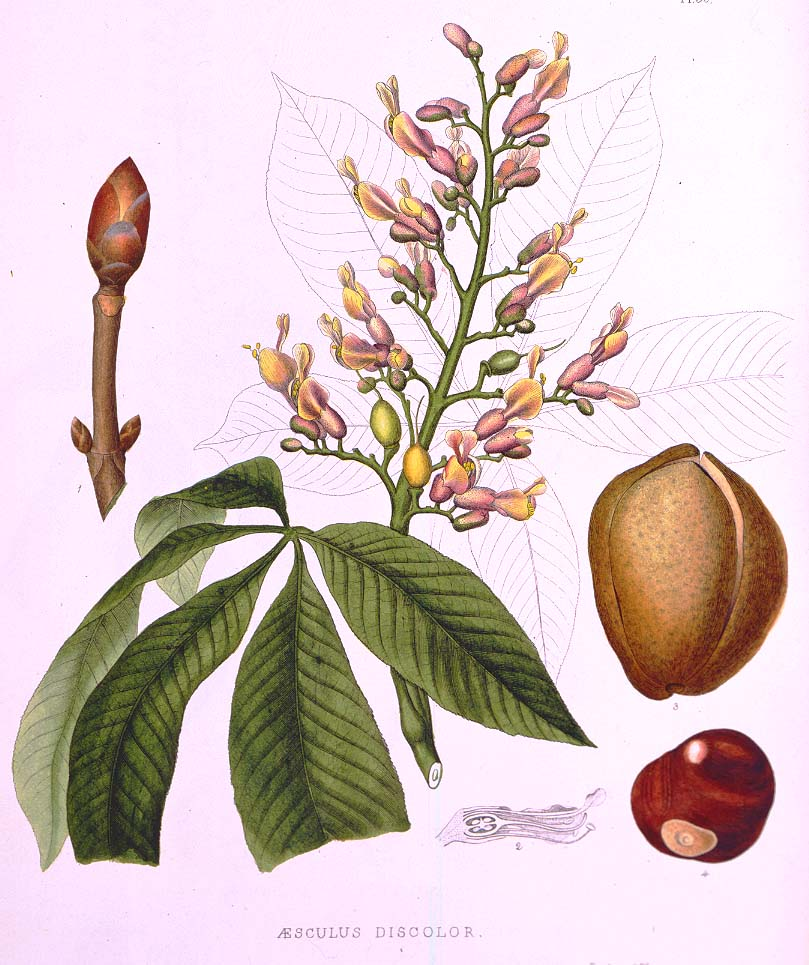
.

- Aesculus discolor A.Gray.

## Основные работы

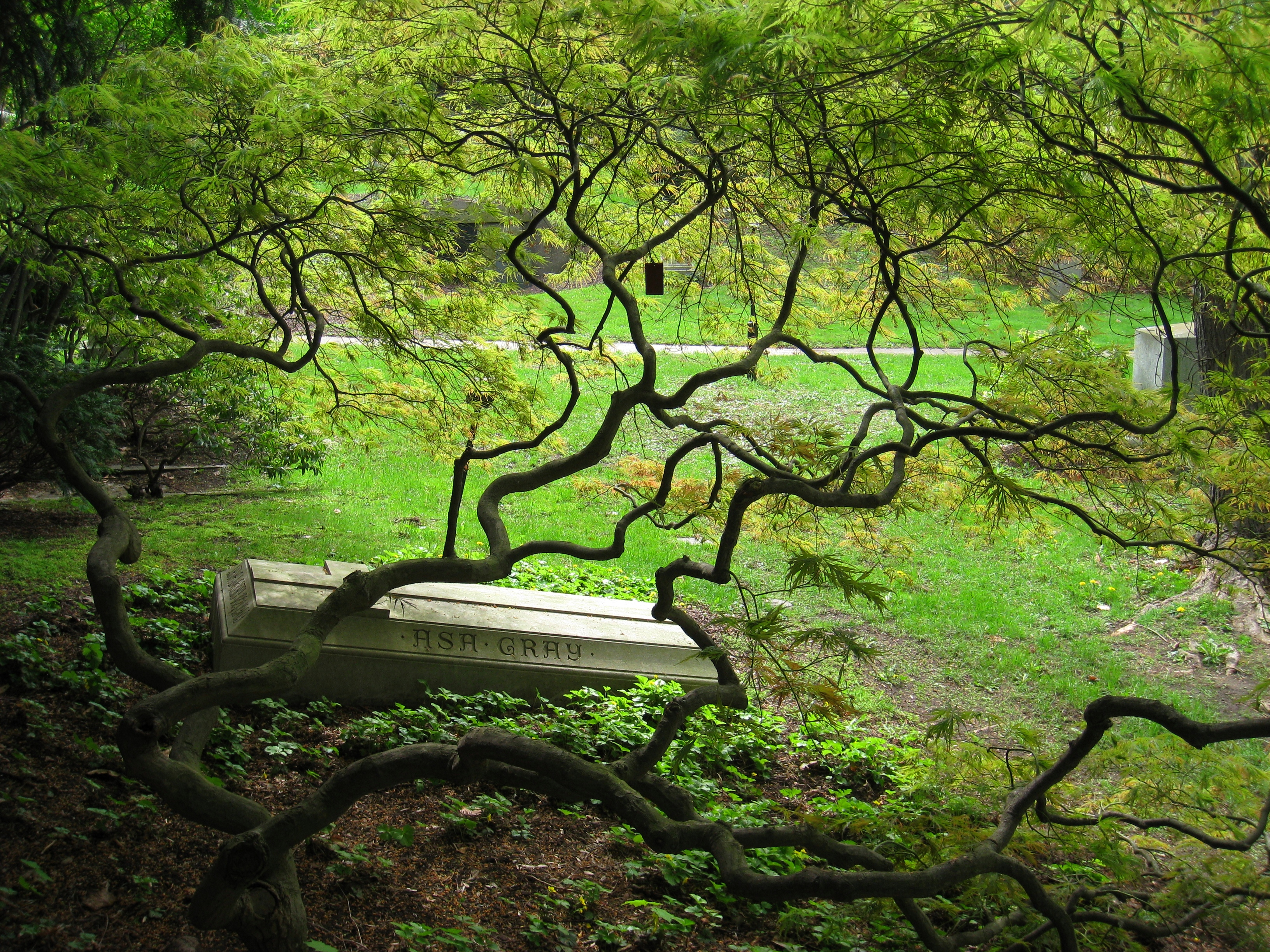
Могила Эйсы Грея на кладбище Маунт Оберн в Кембридже, Массачусетс.

- Gray A., Torrey J. A flora of North America, 1838—1843
- Gray A., Engelmann G. Plantae Lindheimerianae: An enumeration of F. Lindheimer’s collection of Texan plants, with remarks and descriptions of new species, etc. // Boston Journal of Natural History, Band 5 + 6, Boston. 1845, 1850
- Gray A. Genera florae Americae boreali-orientalis illustrate, 1848—1849 (лат.)
- Gray A., Sullivant W.S. A Manual of the Botany of the Northern United States, from New England to Wisconsin and South to Ohio and Pennsylvania Inclusive. — Boston: J. Monroe, 1848[10]
- Gray A. Plantae Wrightianae texano-neo-mexicanae, 1852—1853 (лат.)
- Gray A. Botany of the United States exploring expedition during the years 1838—1842 under the command of Charles Wilkes, Phanerogamia,1854
- Gray A. Statistics of the flora of the Northern United States // American academy of arts and sciences. 2nd ser. 1856—1857. Vol. 22. — 1856. — P. 204—232 ; Vol. 23. — 1857. — P. 62-84, 369—403
- Gray A. The botany of Japan // Memoires of the American academy of arts and sciences. 1857. Vol. 6. P. 377—458
- Gray A. Diagnostic characters of new species of phaenogamous plants, collected in Japan by Charles Wright, Botanist of the U. S. North Pacific Exploring Expedition. With observations upon the relations of the Japanese flora to that of North America, and of other parts of the Northern Temperate Zone // Memoires of the American academy of arts and sciences. Pt 2 (new ser.). 1859. Vol. 6. P. 377—452
- Gray A. Sequoia and its history: an address. — Salem: Salem Press, 1872
- Gray A. Forest geography and archaeology. A lecture delivered before the Harvard University Natural History Society, April 18, 1878 // Proceedings of the American academy of arts and sciences. 3rd ser. 1878. Vol. 16. P. 85-94, 183—196
- Gray A. Synoptical flora of North America, 1878—1897
- Gray A. Natural science and religion, 1880
- Scientific Papers of Asa Gray, selected by Charles Sprague Sargent, Volumes I and II, 1889